# Batalla de Gaines's Mill
La batalla de Gaines's Mill, a veces conocida como la batalla del Río Chickahominy, tuvo lugar el 27 de junio de 1862, en el condado de Hanover, Virginia, como la tercera de las batallas de los Siete Días (Campaña de la Península) en el Teatro del Este de la guerra civil estadounidense. Después de la inconclusa batalla de Beaver Dam Creek (Mechanicsville) el día anterior, el General Confederado Robert E. Lee renovó sus ataques contra el flanco derecho del Ejército de la Unión, relativamente aislado en el lado norte del río Chickahominy. Allí, el V Cuerpo del General de Brigada Fitz John Porter había establecido una fuerte línea defensiva detrás de Boatswain's Swamp. La fuerza de Lee estaba destinada a lanzar el mayor ataque confederado de la guerra, unos 57.000 hombres en seis divisiones. El reforzado Cuerpo V de Porter se mantuvo firme por la tarde mientras los confederados atacaban de manera desarticulada, primero con la división del Mayor General A.P. Hill, luego con el Mayor General Richard S. Ewell, sufriendo graves bajas. La llegada del mando del Mayor General Stonewall Jackson se retrasó, impidiendo la concentración total de la fuerza confederada antes de que Porter recibiera algunos refuerzos del VI Cuerpo.
Al atardecer, los confederados finalmente montaron un ataque coordinado que rompió la línea de Porter y llevó a sus hombres de vuelta hacia el río Chickahominy. Los federales se retiraron al otro lado del río durante la noche. Los confederados estaban demasiado desorganizados para perseguir a la fuerza principal de la Unión. Gaines Mill salvó Richmond para la Confederación en 1862; la derrota táctica convenció al comandante del ejército del Potomac, el general George B. McClellan, de abandonar su avance en Richmond y comenzar una retirada al río James. La batalla tuvo lugar casi en el mismo lugar que la batalla de Cold Harbor de 1864.

## Antecedentes

### Situación militar
Artículos principales: Batallas de los Siete Días y Campaña de la Península
Más información: Teatro Oriental de la Guerra Civil Estadounidense y Guerra Civil Estadounidense
El Ejército del Potomac de McClellan se había desplazado a unas pocas millas de la capital confederada de Richmond y se había estancado tras la batalla de Seven Pines a finales de mayo de 1862. Lee quería tomar la iniciativa, creyendo que permanecer en la defensiva estratégica jugaría a favor de la Unión y permitiría que la Confederación se desgastara. Planeaba trasladar su ejército confederado de 90.000 hombres al norte de Richmond, y atacar el flanco derecho de McClellan. La caballería confederada bajo el mando del Mayor General J.E.B. Stuart había rodeado al ejército de McClellan, confirmando que el flanco estaba abierto -no anclado en el arroyo Totopotomoy- y vulnerable. Lee planeaba usar la fuerza del general de división Stonewall Jackson, transportada por ferrocarril desde el valle de Shenandoah, para atacar la derecha y la retaguardia de McClellan, mientras que el resto de su ejército estaba bajo el mando del mayor Gens. A.P. Hill, James Longstreet y D.H. Hill atacaron desde Mechanicsville.
Las batallas de los Siete Días comenzaron con un ataque de la Unión en la batalla menor de Oak Grove el 25 de junio, pero la primera batalla importante comenzó al día siguiente cuando Lee lanzó un ataque a gran escala contra McClellan en la batalla de Beaver Dam Creek (o Mechanicsville). Lee atacó al V Cuerpo de Porter al norte del Chickahominy, mientras que el grueso del ejército de la Unión estaba relativamente desocupado al sur del río. Aunque esta batalla fue una victoria táctica para la Unión, McClellan se dio cuenta de que no podía mantener el cuerpo de Porter en su lugar con Jackson amenazando su flanco. Le ordenó a Porter que iniciara una retirada y al mismo tiempo decidió cambiar la base de abastecimiento del ejército de la Casa Blanca en el río Pamunkey a Harrison's Landing en el río James. (Esta decisión fue fatal para la campaña de McClellan porque al abandonar el ferrocarril que conducía desde el Pamunkey, ya no podría suministrar la artillería pesada necesaria a su asedio planeado de Richmond).
Varios de los subordinados de McClellan le instaron a atacar la división confederada del general de división John B. Magruder al sur del Chickahominy, pero temía a la gran cantidad de confederados que creía que estaban ante él y no pudo capitalizar la superioridad abrumadora que en realidad tenía en ese frente. Magruder ayudó en este malentendido ordenando movimientos frecuentes y ruidosos de pequeñas unidades de ida y vuelta y usando grupos de esclavos con tambores para simular grandes columnas de marcha. Además, el Cuerpo de Globos del Ejército de la Unión, que había realizado la única observación aérea durante la Campaña de la Península, estaba ahora acompañado por un competidor confederado. El Capitán Langdon Cheves de Carolina del Sur había construido un globo multicolor de seda para vestidos obtenido de Charleston y Savannah, que navegaba atado a un vagón de carga en el ferrocarril del Río York, tripulado por el Mayor Edward Porter Alexander. La aparición de este globo reforzó el temor de McClellan de que los confederados estuvieran planeando una ofensiva contra su flanco izquierdo. Por segundo día, los confederados pudieron seguir engañando a McClellan al sur del río, empleando pequeños ataques de distracción para llamar la atención de 60.000 tropas federales, mientras que la acción más dura ocurrió al norte del río.
La orden para el cuerpo de Porter llegó justo antes del amanecer y no tuvieron tiempo suficiente para preparar una retaguardia fuerte para la retirada, lo que provocó que numerosos hombres de la división del general de brigada George A. McCall fueran capturados por los confederados que avanzaban. Porter seleccionó una nueva línea defensiva en una meseta detrás de Boatswain's Swamp, justo al sureste de un molino propiedad del Dr. William F. Gaines. Era una posición fuerte, con dos divisiones dispuestas en un semicírculo: el general George W. Morell a la izquierda y el general de brigada George Sykes a la derecha, y dos divisiones en la reserva: el general George A. McCall y el general de brigada Henry W. Slocum, este último prestado a Porter por el VI Cuerpo del general de brigada William B. Franklin. La división de Slocum no había cruzado el río al comienzo de la batalla, sostenida por la preocupación de McClellan por un inminente ataque al frente de Franklin.
El plan ofensivo de Lee para el 27 de junio era similar al del día anterior. Usaría las divisiones de A.P. Hill y Longstreet para presionar al cuerpo de Porter mientras se retiraba, mientras que Stonewall Jackson, aumentado por D.H. Hill (el cuñado de Jackson), golpeaba a Porter por la derecha y por detrás. El esfuerzo combinado de toda la fuerza de Lee estaba destinado a ser el mayor ataque confederado de la guerra, unos 57.000 hombres en seis divisiones. Lee viajó a la Iglesia Walnut Grove para reunirse con Jackson y describirle el plan, que le pedía que marchara hacia Old Cold Harbor, y luego hacia el sur más allá del flanco de Porter. Desafortunadamente, Lee hizo suposiciones incorrectas sobre la disposición de Porter. Asumió que el V Cuerpo defendería la línea de Powhite Creek, un poco al oeste de la ubicación real de Porter.

## Batalla

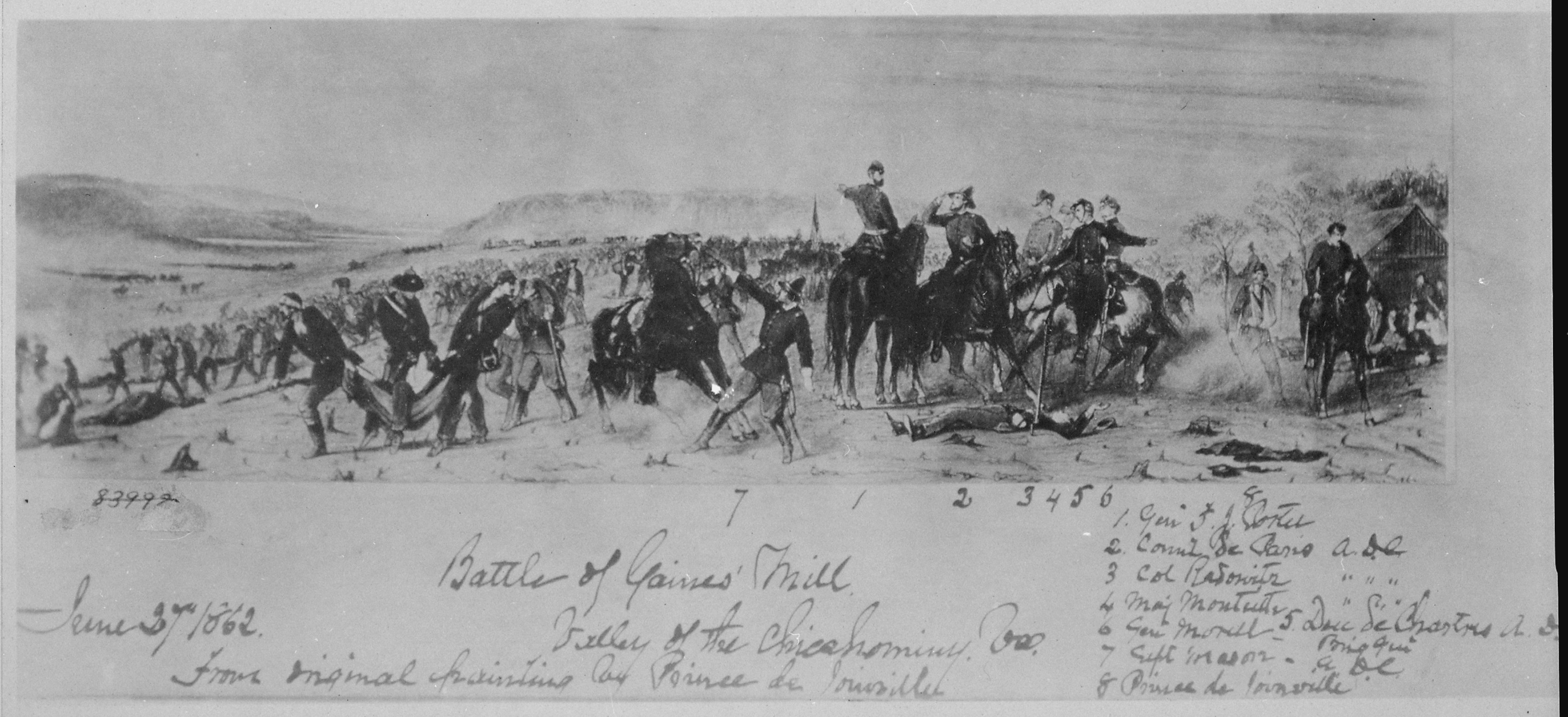
"Batalla de Gaines Mill, Valley of the Chickahominy, Virginia, 27 de junio de 1862." Registros de la Oficina del Oficial Jefe de Señales, 1860 - 1985.

Las primeras acciones de la batalla ocurrieron entre el mediodía y la 1 p. m. el 27 de junio después de que la división de D.H. Hill llegó a Old Cold Harbor, donde estaba programado que se conectara con el comando de Stonewall Jackson. Hill atravesó el cruce de caminos con dos brigadas, que se encontraron con inesperados disparos de infantería. Buscando reprimir el fuego, trajo la Batería Jeff Davis de Alabama, pero pronto fue superada por dos baterías de seis cañones operadas por regulares federales de la división del general de brigada George Sykes. Hill se sorprendió del nivel de resistencia y también de que parecía encontrarse con el frente de la fuerza de la Unión, no con el flanco esperado, por lo que decidió esperar la llegada de Jackson antes de seguir adelante. El ruido de este compromiso no llegó al General Lee en su cuartel general, la casa de William Hogan, llamada "Selwyn".

### Ataque de A.P. Hill
La división de A.P. Hill se había movido a través de Beaver Dam Creek temprano en la mañana, encontrando la antigua línea de la Unión ligeramente defendida. Mientras avanzaban hacia el este y se acercaban a Gaines's Mill en el momento en que los hombres de D.H. Hill estaban comprometidos, Porter le pidió formalmente a McClellan que enviara a la división de Slocum al otro lado del Chickahominy sobre el puente de Alexander para apoyarlo. Hill ordenó a las brigadas de Maxcy Gregg y Lawrence O'Bryan Branch que encabezaran el asalto, ya que no habían participado en el Beaver Dam Creek y estaban bien descansados. Gregg fue detenido por los escaramuzadores del coronel Hiram Berdan, el primero de los francotiradores y el noveno de la infantería de Massachusetts. A primera hora de la tarde, se encontró con una fuerte oposición de Porter, desplegado a lo largo de Boatswain's Creek y el terreno pantanoso era un obstáculo importante contra el avance. Un enfrentamiento particularmente sangriento ocurrió cuando el 1° de rifles de Carolina del Sur atacó a una batería de Massachusetts, pero fueron rechazados por zuavos del 5° de Nueva York, que infligió un 57% de bajas (76 muertos, 221 heridos y 58 desaparecidos) en los carolinianos del sur, las mayores pérdidas de un regimiento confederado de la época. A la brigada de Branch no le fue mejor, perdiendo 401 hombres en dos horas de combate. Tras ellos, la brigada de Joseph R. Anderson lanzó tres asaltos a las líneas de la Unión sin hacerles mella. La brigada de Field se atascó en el pantano y algunos de los hombres de la retaguardia terminaron disparando contra sus camaradas. Algunos de los hombres de Gregg llegaron al otro lado del arroyo, ninguno de los demás se acercó.

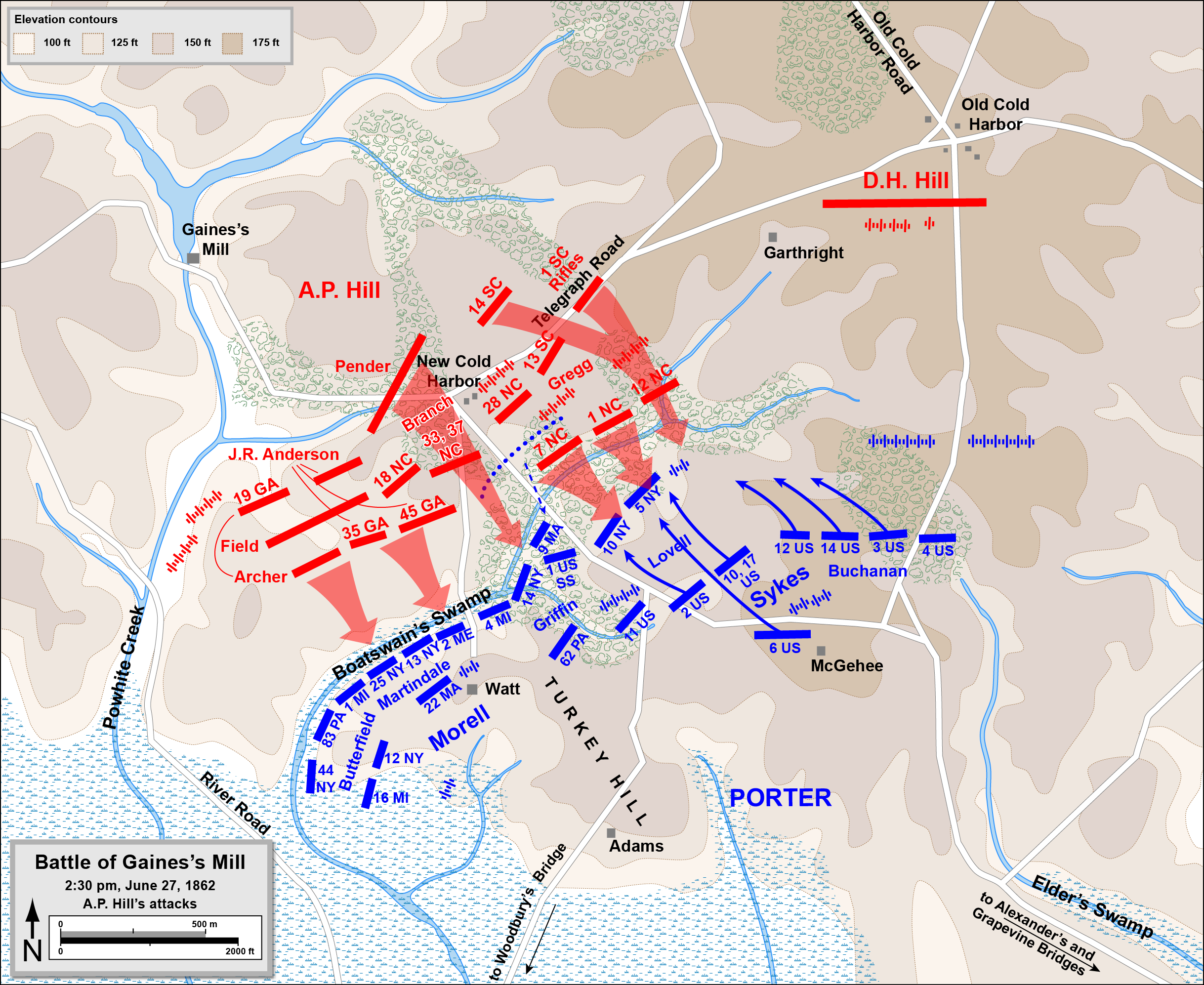
Ataque de A.P. Hill

En vez de perseguir a un enemigo que huía, como sus órdenes habían ordenado, A.P. Hill había atacado una posición atrincherada de la Unión, perdiendo cerca de 2.000 de sus 13.200 hombres en el intento fallido. Combinado con sus ataques en Mechanicsville el día anterior, la división ligera había perdido más de un cuarto de sus hombres. El general McClellan se sintió alentado por los telegramas que Porter envió a su cuartel general unos pocos kilómetros atrás. Él le contestó: "Si el enemigo se retira y tú eres un cazador, participa". También le dijo a Franklin que cruzara el río por el puente Duane y atacara el flanco del enemigo si veía una oportunidad, pero le consternó saber que el comandante del VI Cuerpo había destruido el puente por temor a un posible ataque enemigo. Al mismo tiempo, el general de brigada Edwin V. Sumner del II Cuerpo informó de actividad enemiga en su frente. El optimismo de McClellan fue frustrado y ordenó que su equipo del cuartel general fuera empacado en preparación para la retirada. En el lado confederado, el general Lee había participado activamente en el asalto fallido, reuniendo a sus tropas demasiado cerca del frente para su comodidad. Cuando Longstreet llegó al suroeste de A.P. Hill, vio la dificultad de atacar sobre ese terreno y se retrasó hasta que Stonewall Jackson pudo atacar a la izquierda de Hill.
Por segunda vez en los siete días, sin embargo, Jackson llegó tarde. Un guía del 4° de Caballería de Virginia, el soldado John Henry Timberlake, había malinterpretado la intención de Jackson y lo había llevado por el camino equivocado. Después de una hora de contramarchas, las tropas de Jackson encontraron el camino a Old Cold Harbor obstruido por árboles derribados por el ejército de la Unión en retirada y fueron acosados por francotiradores, lo que retrasó su llegada. El primero de los comandos de Jackson en llegar al campo de batalla fue la división del general de división Richard S. Ewell, quien fue recibido por el ayudante de Lee, Walter Taylor, y se le ordenó que pasara a la acción inmediatamente. Lee estaba preocupado de que Porter contraatacara a las debilitadas tropas de A.P. Hill, así que ordenó a Longstreet que llevara a cabo un ataque de distracción para estabilizar las líneas hasta que el mando completo de Jackson pudiera llegar y atacar desde el norte. En el ataque de Longstreet, la brigada del general de brigada George E. Pickett intentó un asalto frontal y fue golpeada bajo fuego severo con fuertes pérdidas. El propio Pickett recibió un balazo en el hombro que lo dejó fuera de combate durante el resto del verano; el coronel Eppa Hunton, del octavo de Virginia, asumió el mando de la brigada. El presidente confederado Jefferson Davis fue uno de los testigos del intento fallido de Pickett.

### Ataque de Ewell

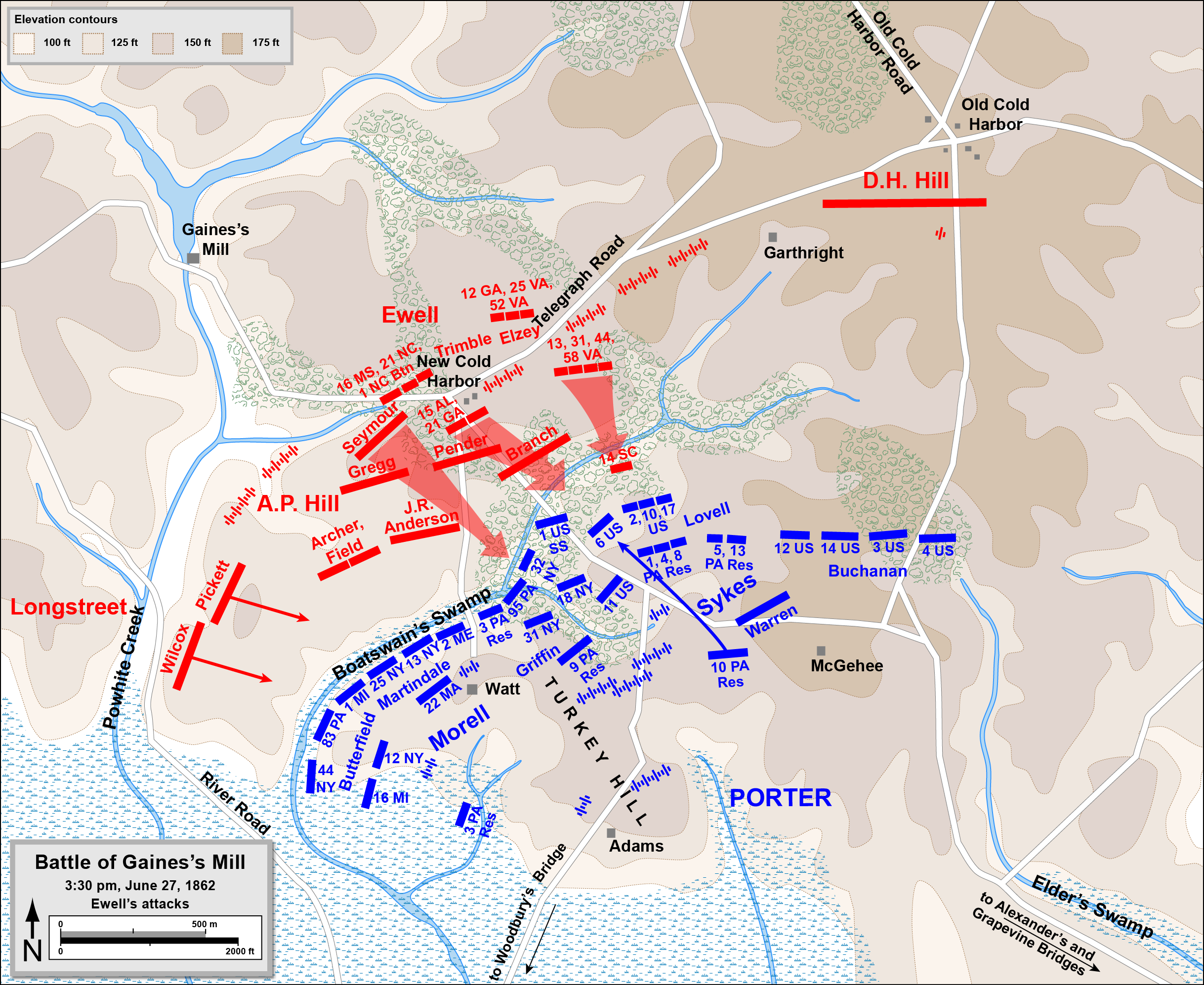
Ataque de Ewell

Ewell comenzó su ataque inmediatamente, alrededor de las 3:30 p. m., sin esperar a que toda su división se pusiera en línea. Las instrucciones del General Lee eran avanzar a lo largo del mismo eje utilizado por las brigadas de Gregg y Branch, para mantener el impulso del ataque. Envió a su brigada principal, Louisianos bajo el mando del Coronel Isaac Seymour, comandando la ausencia del Mayor General Richard Taylor por razones médicas. Seymour era relativamente inexperto y sus tropas se confundieron en los bosques y pantanos de Boatswain's Swamp. Su confusión aumentó cuando el coronel Seymour fue muerto en una andanada de fusilería de la Unión. El mayor Roberdeau Wheat, el colorido líder del Batallón de los Tigres de Louisiana, se dirigió al frente para dirigir la brigada, pero también fue muerto con una bala en la cabeza. La Brigada de Louisiana se retiró de la batalla. El ataque de Ewell continuó con dos regimientos de la brigada del general de brigada Isaac R. Trimble, pero no pudieron avanzar más allá del pantano, cayendo con un 20% de bajas. Porter estaba empezando a recibir refuerzos de la división de Slocum y trajo tropas para reemplazar los huecos en su línea. Sin embargo, a pesar de los telegramas de Porter para pedir más ayuda, el General McClellan no pensó en las ventajas de un contraataque. Preguntó a sus comandantes de cuerpo al sur del río si tenían tropas de sobra. Cuando nadie se ofreció, ordenó a Sumner del II Cuerpo que enviara dos brigadas -alrededor de una décima parte del ejército- al otro lado del río, pero debido a las distancias involucradas no llegarían a la escena hasta dentro de otras tres horas.
Cuando Stonewall Jackson finalmente llegó a Old Cold Harbor, cansado de la marcha y la contramarcha, comenzó a organizar sus tropas y las de D.H. Hill para atrapar a los federales que esperaba que fueran conducidos al este por Longstreet y A.P. Hill. Pronto recibió instrucciones del General Lee que le informaron de la situación actual y comenzó a preparar su comando para asaltar la principal línea federal. El trabajo defectuoso del personal impidió que sus hombres avanzaran durante más de una hora. Mientras Jackson iba y venía distraído, su capellán y jefe de personal, el mayor Robert L. Dabney, tomó la iniciativa de encontrar las divisiones de los generales William H. C. Whiting y Charles S. Winder y corrigió las instrucciones confusas que habían recibido. Lee se reunió con Jackson en Telegraph Road y expresó su molestia por el retraso en llegar al campo de batalla diciéndole "General, me alegro de verle y sólo desearía haber podido estar con usted antes". Jackson murmuró una respuesta que fue inaudible bajo el ruido de la batalla. Lee entonces le preguntó a Jackson si sus tropas podían soportar el fuego enemigo. "Pueden soportar cualquier cosa, pueden soportar eso." Jackson contestó.

### Ataque general confederado

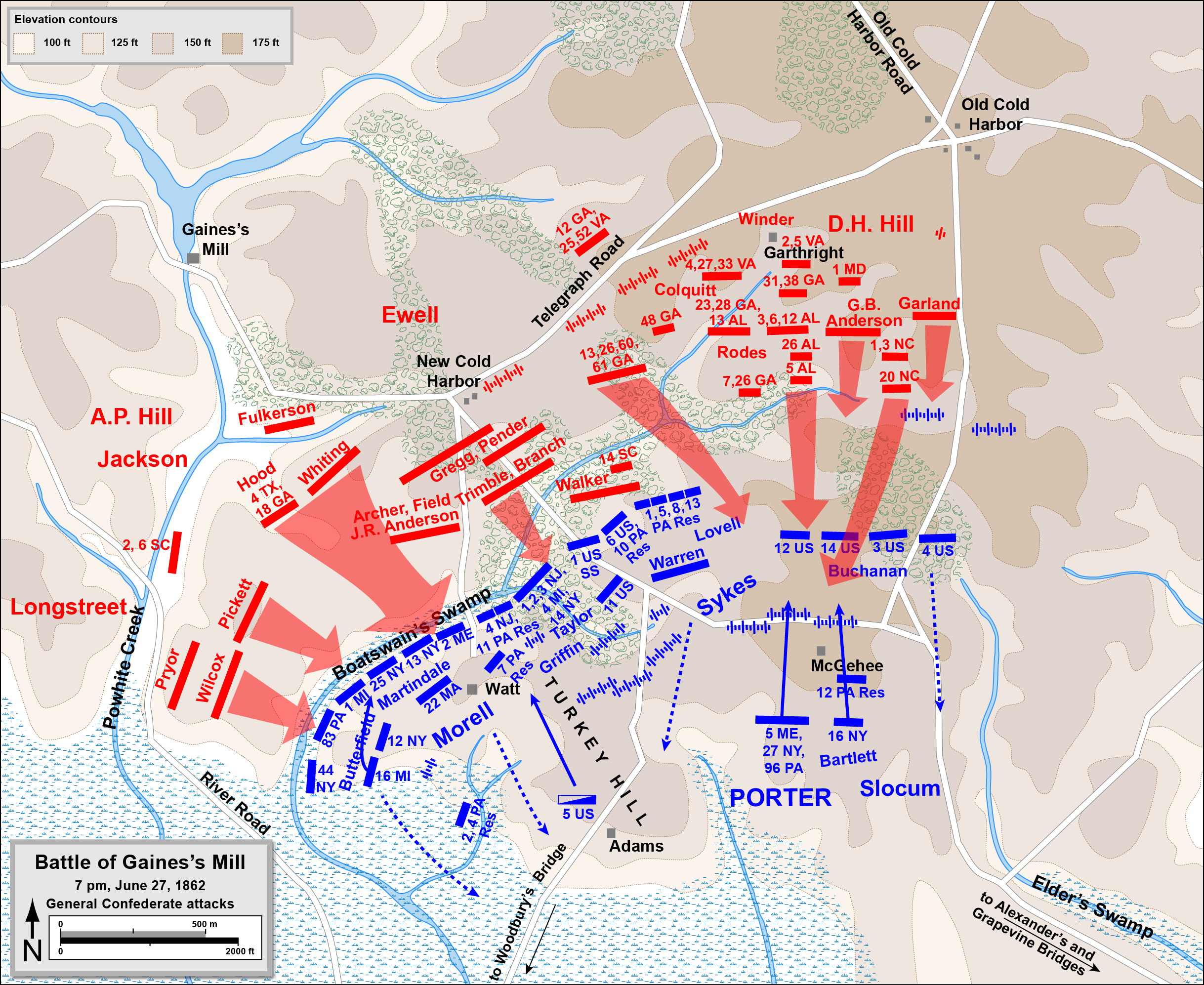
Ataque general confederado

El asalto de Lee a las 7 p. m. fue realizado por 16 brigadas, unos 32.100 hombres. Porter tenía unos 34.000 hombres para defender la línea, pero muchos de ellos estaban desgastados por los ataques anteriores y la cohesión del mando se veía obstaculizada por la alimentación de refuerzos aislados en la línea para llenar los huecos. Sin embargo, tenían las ventajas de un buen terreno defendible y superioridad en artillería. Los confederados no pudieron avanzar simultáneamente en una línea de batalla limpia sobre el frente de 2,25 millas, pero corrieron hacia adelante y fueron rechazados intermitentemente en acciones de unidades más pequeñas. A la izquierda confederada, D.H. Hill envió a toda su división, excepto a la brigada de Ripley, que había sido maltratada en los combates del día anterior en Beaver Dam Creek, pero se encontraron con una fuerte resistencia por parte de los regulares de George Sykes. El 20.º de Carolina del Norte logró destruir una batería de la Unión, y su comandante, el coronel Alfred Iverson, que más tarde sería infamado en Gettysburg, resultó herido en el asalto. Mientras tanto, el comandante del 5.º de Alabama, el coronel Charles Peuges, fue herido de muerte y los colores del regimiento fueron capturados por el 5.º de Maine. En el centro estaban los cinco regimientos de Georgia del general de brigada Alexander Lawton, una gran brigada nueva en su primera batalla. Con casi 4000 hombres, la brigada era tan grande como el resto de la división de Jackson. Siguieron adelante con la ayuda de la Brigada Stonewall, junto con la brigada del Coronel Samuel V. Fulkerson y la de Elzey y Trimble de la división de Ewell. La división de Jackson tenía la distinción de contener las brigadas confederadas más grandes y más pequeñas en el campo, ya que su tercera brigada (comandada temporalmente por el Teniente Coronel Richard H. Cunningham ya que el General de Brigada John R. Jones estaba enfermo) contaba sólo con un poco más de 1000 hombres, se mantenía en reserva y no participaba en la lucha. Durante el asalto, Arnold Elzey recibió un disparo en la cabeza, una herida que lo sacó permanentemente del mando activo de campo en la guerra y el Coronel James A. Walker de la 13.ª Virginia asumió el mando de la brigada de Elzey. Samuel Fulkerson recibió un disparo en el pecho y sucumbió a su herida al día siguiente. El coronel Edward T.H. Warren del 10° de Virginia tomó el mando de la brigada. A la derecha confederada se le opuso el terreno más difícil, un campo de trigo abierto de un cuarto de milla que bajaba hasta el pantano de Boatswain y luego se enfrentaba a dos líneas de defensores de la Unión en terreno más alto. James Longstreet ordenó que la brigada de Pickett volviera a la acción, apoyada por las brigadas de Roger Pryor y Cadmus Wilcox, las otras tres brigadas de la división se mantienen en reserva. Longstreet escribió en su informe: "Yo estaba, de hecho, en la posición desde la que el enemigo quería que le atacáramos".
Cuando el sol comenzaba a caer, la división de William Whiting logró el gran avance en el frente de Longstreet. La brigada de Texas del general de brigada John Bell Hood avanzó con rapidez y agresividad y abrió un agujero en la línea. Cuatro de los nueve comandantes de las dos brigadas de Whiting murieron o resultaron heridos, así como el capitán William Balthis, jefe de artillería de la división. La brigada de Pickett también tuvo éxito en su segundo asalto del día. Los avances de los confederados en su centro y derecha no pudieron ser contrarrestados y la línea de la Unión se derrumbó. Un total de nueve comandantes de regimientos de la Unión resultaron muertos o heridos de muerte en la batalla. La mayor parte de la cuarta de Nueva Jersey, junto con su coronel, fue rodeada y tomada prisionera por la división de Longstreet; un teniente coronel asumió el mando de los hombres que quedaban en el regimiento. Los regulares de Sykes llevaron a cabo una retirada ordenada de la casa McGehee al puente del Grapevine. Las brigadas de la Unión de los generales Thomas F. Meagher y William H. French llegaron del II Cuerpo, demasiado tarde para ayudar más allá de como retaguardia para la retirada de Porter. Un batallón del 5° de Caballería de EE. UU. bajo el mando del Capitán Charles J. Whiting hizo un ataque desesperado contra la Brigada de Texas, pero se vieron obligados a rendirse después de grandes pérdidas. A las 4 de la madrugada del 28 de junio, Porter se retiró por el Chickahominy, quemando los puentes detrás de él. Durante el retiro de Gaines Mill, el general de brigada John F. Reynolds también fue capturado por los confederados mientras dormía bajo un árbol.

## Repercusiones
Gaines Mill fue una batalla intensa, la más grande de los Siete Días y la única victoria táctica confederada clara de la Campaña de la Península. Las bajas de la Unión se descomponen así: de los 34.214 combatientes fueron 6.837 (894 muertos, 3.107 heridos y 2.836 capturados o desaparecidos). De los 57.018 confederados involucrados, las pérdidas ascendieron a 7.993 (1.483 muertos, 6.402 heridos, 108 desaparecidos o capturados), incluida la pérdida de tres comandantes de brigada y un oficial general. A modo de comparación, ningún oficial general de la Unión resultó muerto o herido y sólo un comandante de brigada, el coronel Warren, que permaneció en el campo (el jefe de artillería de McCall, el mayor Henry DeHart, también resultó herido de muerte). Dado que el asalto confederado se llevó a cabo contra una pequeña porción del ejército de la Unión (el V Cuerpo, una quinta parte del ejército), el ejército salió de la batalla en relativa buena forma en general. La victoria de Lee, la primera de la guerra, podría haber sido más completa si no fuera por los contratiempos de Stonewall Jackson. El historiador Stephen W. Sears especula que si no fuera por la marcha mal dirigida de Jackson y el pobre trabajo de su comando, el asalto mayor que Lee desató a las 7 p. m. podría haber ocurrido tres o cuatro horas antes. Esto habría puesto a Porter en grave peligro, sin refuerzos de última hora y sin la cobertura de la oscuridad. Cita a Edward Porter Alexander, prominente oficial de artillería confederado e historiador de la posguerra: "Si Jackson hubiera atacado cuando llegó por primera vez, o durante el ataque de A.P. Hill, habríamos tenido una victoria fácil, comparativamente, y habríamos capturado la mayor parte del mando de Porter".
Aunque McClellan ya había planeado trasladar su base de suministros al río James, su derrota lo puso nervioso y decidió precipitadamente abandonar su avance a Richmond y comenzar la retirada de todo su ejército al James. Gaines's Mill y la retirada de la Unión a través del Chickahominy fue una victoria psicológica para la Confederación, señalando que Richmond estaba fuera de peligro.